# Souk

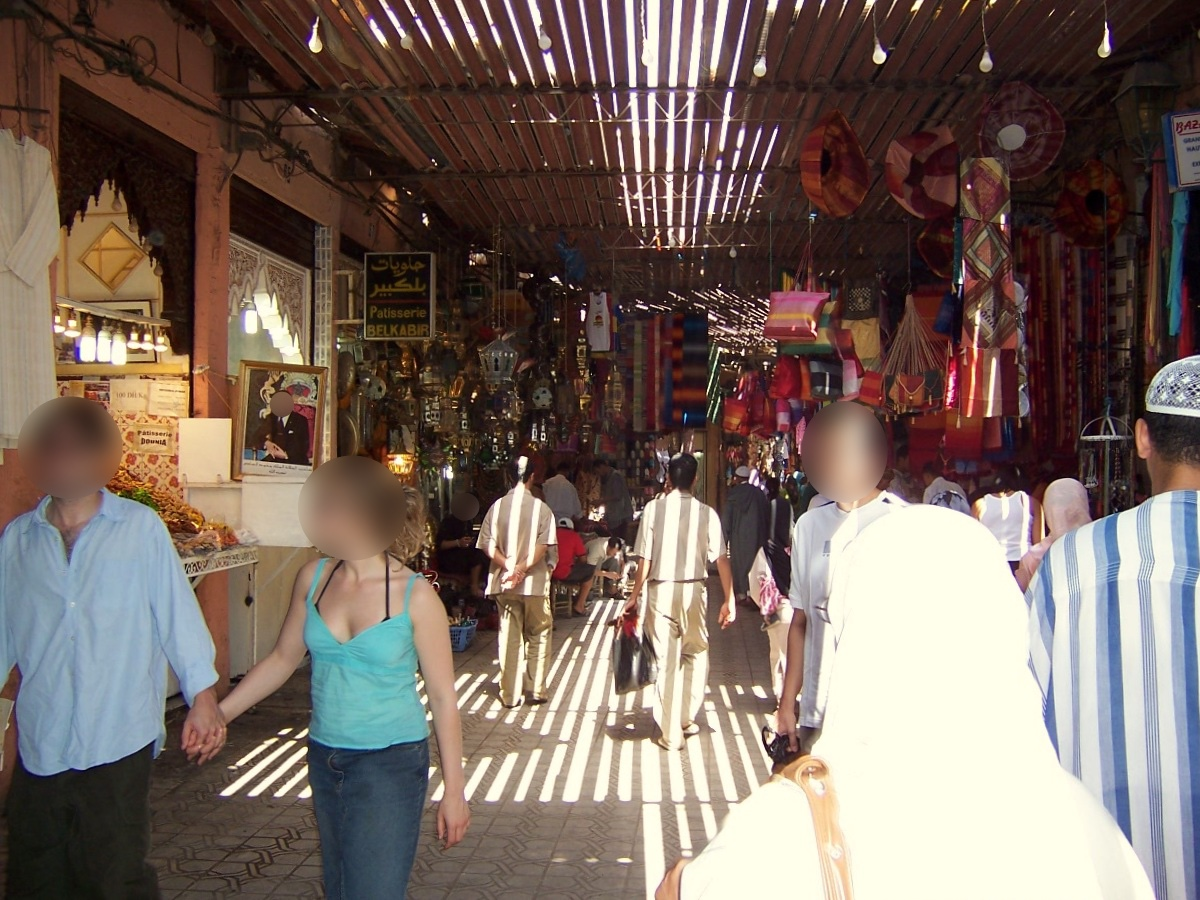
En souk i Marrakech i Marocko.

Souk (سوق, även souq eller sūq) är ett handelsområde i en arabisk stad. Termen används ofta för att namnge den lokala marknaden, i många delar av Nordafrika, Västasien och Mellanöstern i övrigt. Det kan också referera till den veckovisa marknaden i vissa mindre städer, där neutralitet i konflikter mellan stammar utlyses för att ge rum åt utbyte av varor.

## Utformning
Även om varje grannskap inom en stad ofta har en lokal souk som säljer mat och andra livsmedel, är den största souken ofta en central struktur i en stor stad. Den fungerar som en central marknad, där textilier, juveler, kryddor, traditionella kläder, hantverk, mattor och andra värdefulla varor erbjuds.
Kulturen i en souk inkluderar flitigt prutande.

## Utveckling
Souken kan ha lång historia, och den 12 kilometer långa Al-Madina-souken i Damaskus har rötter tillbaka till år 542. Den räknas som den största övertäckta marknaden i världen och förklarades 1986 av Unesco som ett världsarv. Ofta har de utvecklats som en handelsplats för produkter levererade långväga ifrån, via karavaner från exempelvis Indien och Kina. Via Sidenvägen importerades både sidenvaror och kryddor. Souken kan vara belägen under tak, som Al-Madina i Damaskus, eller under öppen himmel.
Souken i en modern arabisk stad har i de flesta fall byggts som en fortsättning på eller nästgårds till den äldre souken. Här kan nämnas Souq Okaz i Saudiarabien, Centralmarknaden i Abu Dhabi, Guldsouken i Förenade arabemiraten, Parfymsouken i Deira och Textilsouken i Dubai. Ultramoderna souker inkluderar Souq Waqif i Doha i Qatar, Souk Madinat i Jumeirah och Souk Al Bahar i centrala Dubai.

## Souq, basar och kasbah
Ett annat ord med i princip samma betydelse är basar, hämtat från persiskan. Utöver i den iranska världen har benämningen basar bland annat använts i Turkiet och ibland även Nordafrika. Souken markerar tydligare den lokala marknaden i en ort, utan en tydlig koppling till begrepp som "turistfälla" och andra ställen som direkt riktar sig till den souvenirintresserade turismen.
Det arabiska ordet kasbah används ibland som en synonym för souk eller basar. Ordets grundbetydelse är en befäst byggnad ägd av en enda familj, som i kasbahn i Alger som sedan 1992 är ett världsarv utsett av Unesco. Anläggningen kan som i Alger även inkludera privatbostäder, palats, badanläggningar, moskéer och olika marknader.

## Galleri

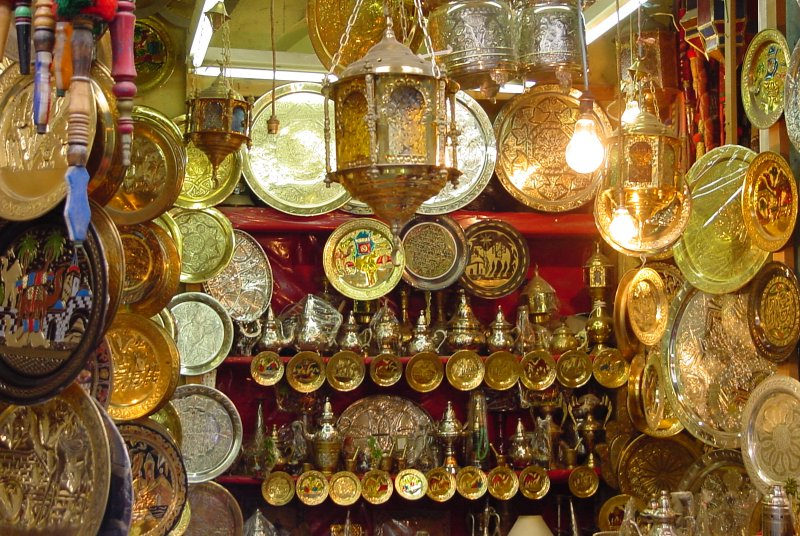
Souk i Tunis.
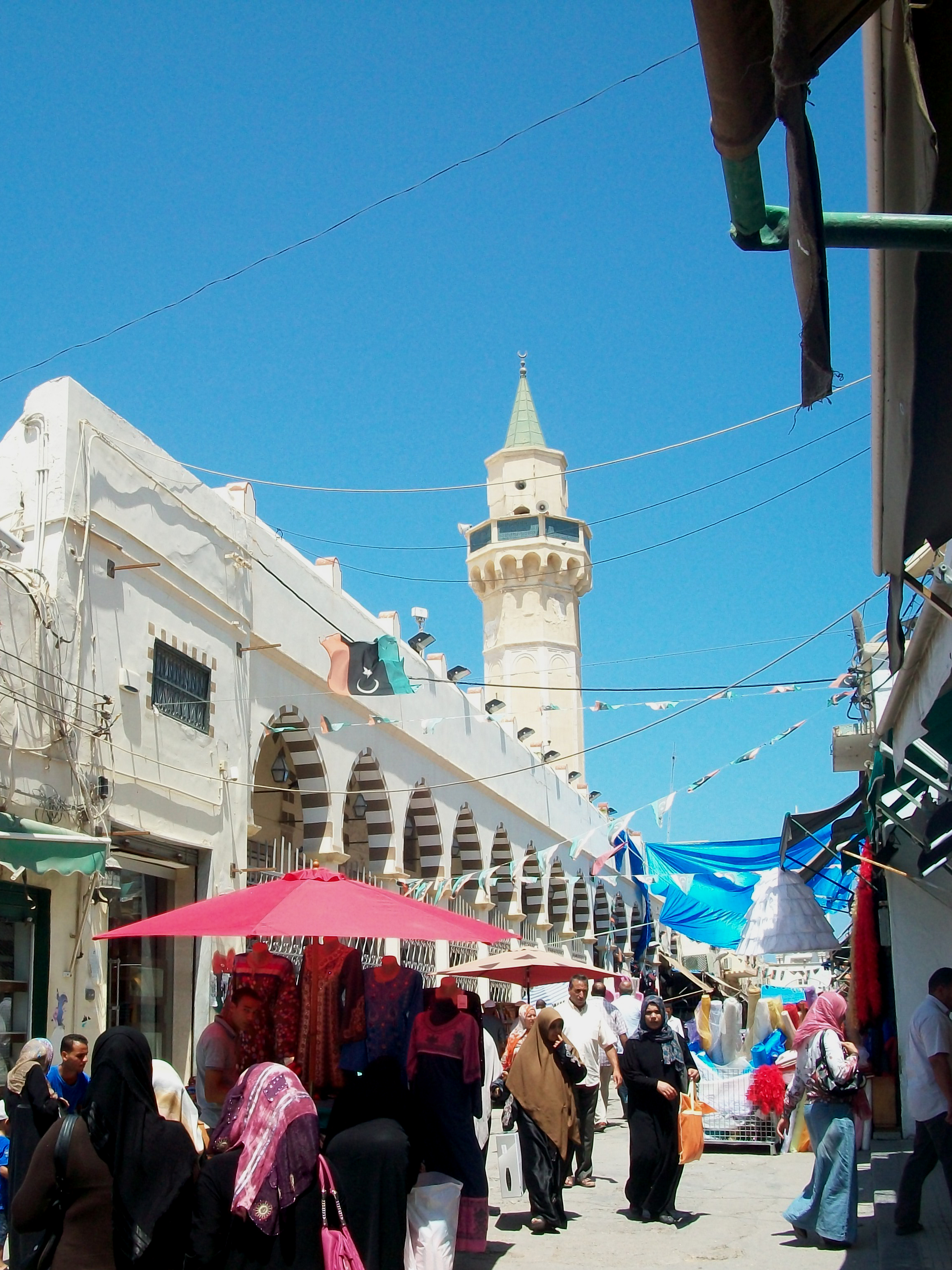
Souk i Tripoli i Libyen.
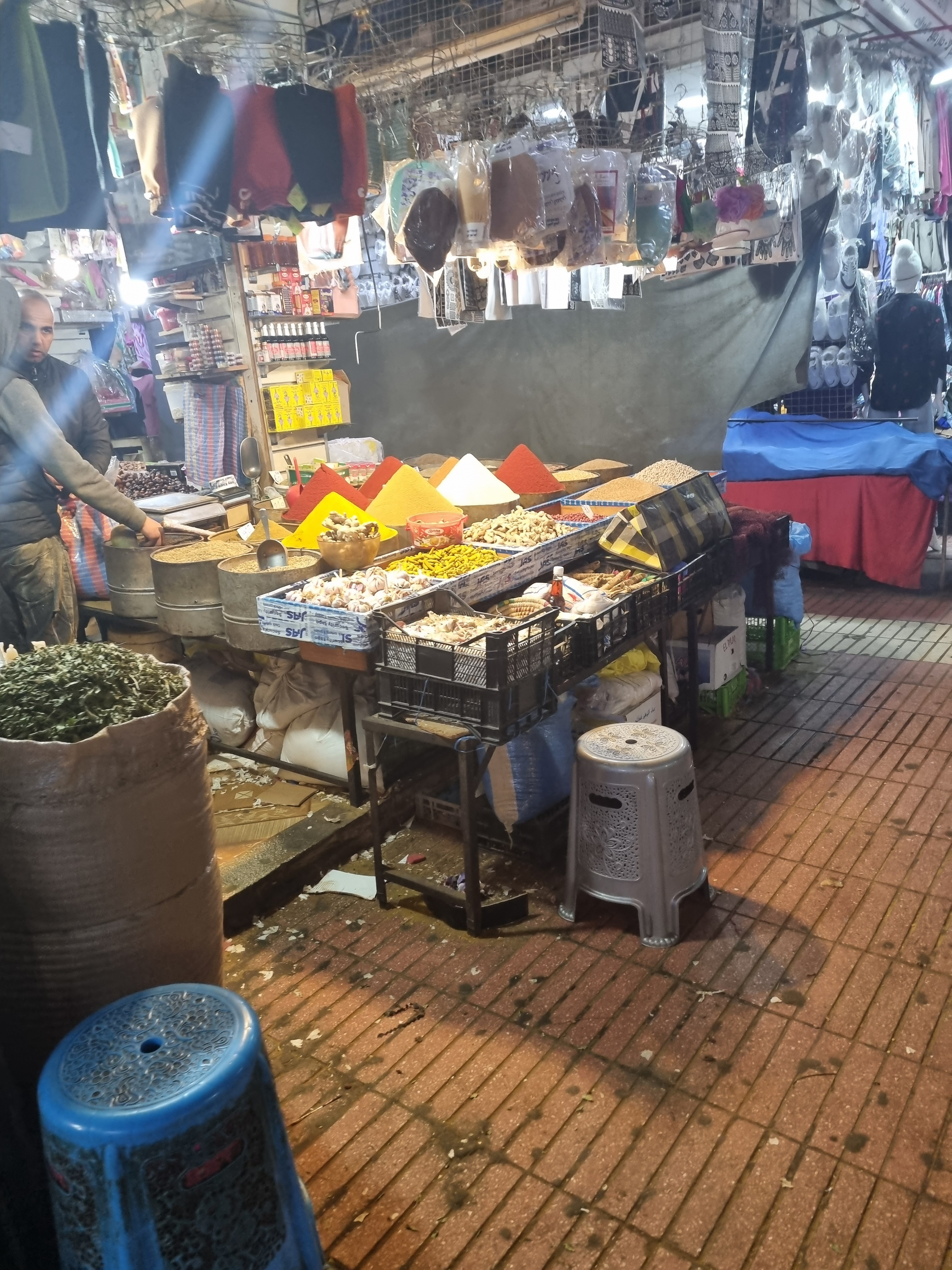
Kryddstånd i souken i Taroudannt.
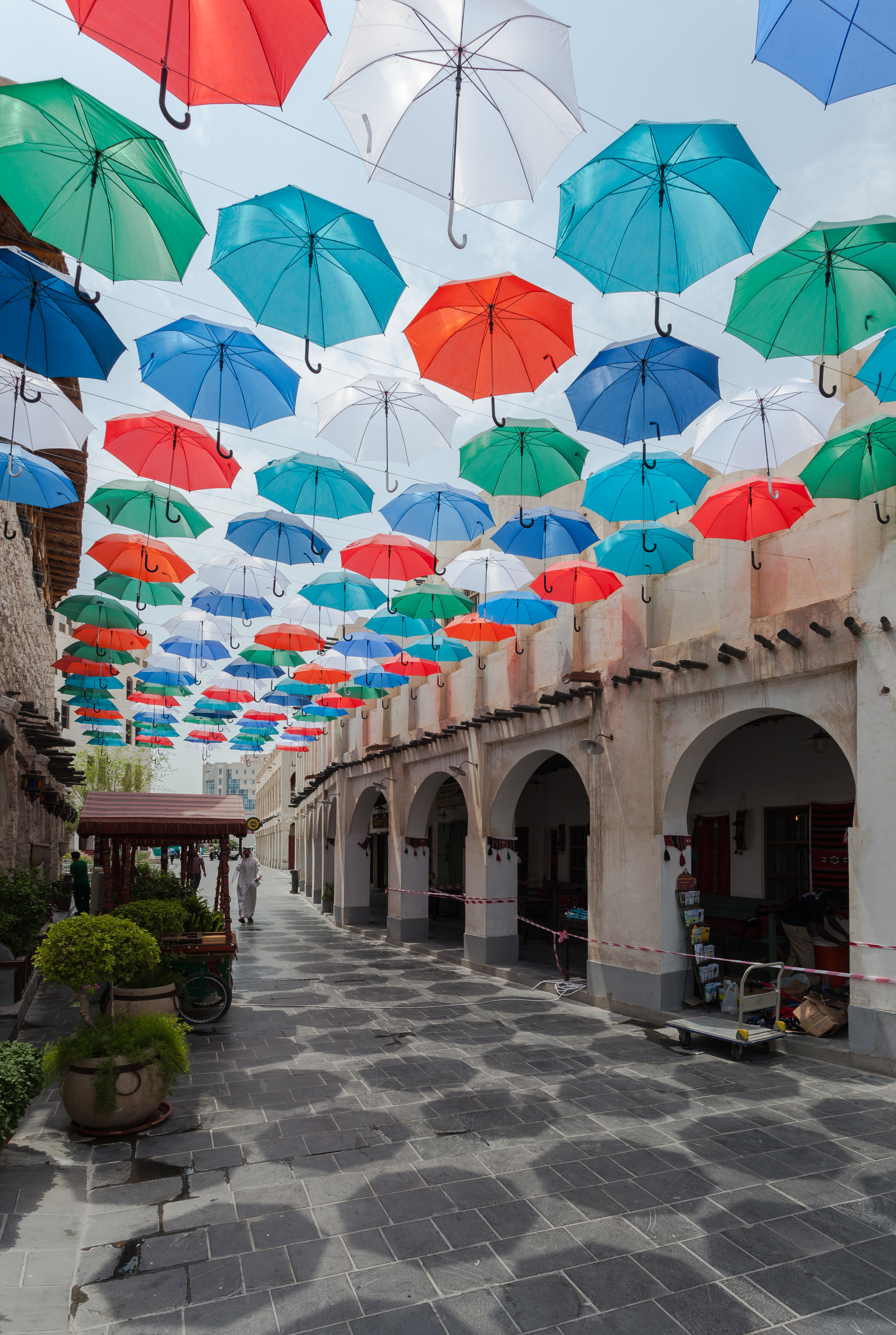
Souq Waqif i Doha i Qatar (2013).